# Трелу-сюр-Марн
Трелу́-сюр-Марн (фр. Trélou-sur-Marne) — коммуна во Франции, находится в регионе Пикардия. Департамент коммуны — Эна. Входит в состав кантона Эссом-сюр-Марн. Округ коммуны — Шато-Тьерри.
Код INSEE коммуны — 02748.

## Население
Население коммуны на 2010 год составляло 985 человек.
| 1962 | 1968 | 1975 | 1982 | 1990 | 1999 | 2010 |
| ---- | ---- | ---- | ---- | ---- | ---- | ---- |
| 947  | 944  | 871  | 875  | 854  | 891  | 985  |

## Экономика
В 2010 году среди 644 человек трудоспособного возраста (15—64 лет) 506 были экономически активными, 138 — неактивными (показатель активности — 78,6 %, в 1999 году было 77,9 %). Из 506 активных жителей работали 462 человека (253 мужчины и 209 женщин), безработных были 44 (21 мужчина и 23 женщины). Среди 138 неактивных 37 человек были учениками или студентами, 66 — пенсионерами, 35 были неактивными по другим причинам.